# Moçambiquesolfågel
Moçambiquesolfågel (Cinnyris neergaardi) är en fågel i familjen solfåglar inom ordningen tättingar.

## Utbredning
Fågeln förekommer i kustnära buskmarker från sydöstra Moçambique till allra nordligaste KwaZulu-Natal i Sydafrika.

## Status
IUCN kategoriserar arten som nära hotad.

## Namn
Fågelns vetenskapliga artnamn hedrar Paul Neergaard, sydafrikansk officer stationerad i Moçambique vid Witwatersrandgruvorna.